# Sockburn (Nouvelle-Zélande)
Sockburn  est une banlieue industrielle de la cité de Christchurch, située dans l’île du Sud de la Nouvelle-Zélande.

## Situation
Elle est localisée entre les villes de Hornby et Riccarton, à quelque 7 km à l’ouest du centre de la cité de Christchurch.
La banlieue est grossièrement limitée par un triangle formé par la  State Highway 1/S H 1 à l’ouest, la route principale du sud formée par la route State Highway 73/SH73a (en) vers le sud et aussi la route State Highway 73/SH73 (en) vers le nord.
La banlieue de Wigram, contenant l’ancienne base de la RNZAF (devenue maintenant un musée de l’aviation), qui est localisée à proximité.

Un des circuits principaux de courses de chevaux de la cité, nommé terrain de course de Riccarton (en), est localisé tout près de l’angle nord de la banlieue de Sockburn, et Racecourse fut le nom initial du secteur.

## Toponymie
Le nom de Sockburn est supposé venir de celui du village de Sockburn dans le Comté de Durham en Angleterre.

## Accès
Le nom de Sockburn est actuellement le plus souvent associé avec son rôle comme artère principale du sud de la cité de Christchurch avec la présence de la Main South Road (autrefois, une partie de la route State Highway 1) traversant le Sockburn Overbridge et ayant une jonction majeure au niveau du rond-point de Sockburn, où la route se divise entre les 2 routes principales de la cité : l’une s’étendant à travers le cœur commercial de Riccarton et l’autre dans Blenheim Road, passant vers le sud à travers une zone d’industrie légère.

## Population
La population de la ville de Sockburn était de 6 342 habitants  lors du recensement de 2013 en Nouvelle-Zélande, en augmentation de 639 personnes depuis le recensement précédent de 2006.
Sa surface est de 2,74 km{\displaystyle ^{2}} et sa densité de 2 557 habitants/km{\displaystyle ^{2}}.
La plupart des personnes vivant là ont entre 15 et 64 ans.